# Mel Blanc
Mel Blanc, właśc. Melvin Jerome Blanc (ur. 30 maja 1908 w San Francisco, zm. 10 lipca 1989 w Los Angeles) – amerykański aktor, znany jako głos bohaterów filmów animowanych wytwórni Warner Bros.
Udzielał głosu popularnym bohaterom kreskówek, m.in. Królikowi Bugsowi, Kaczorowi Daffy’emu, Prosiak Porky, ptaszkowi Tweety, kotu Sylwestrowi i wielu innym; nazywany „Człowiekiem o 1000 głosach”. Mimo że nikt właściwie nie wiedział jak wygląda, kilka pokoleń dzieci natychmiast rozpoznawało jego głos – począwszy od złotej ery Zwariowanych melodii (Merrie Melodies) wytwórni Warner Bros. Do najsłynniejszych „kreskówkowych” kwestii na świecie można zaliczyć wykonywane przez Blanca Eh, what's up, Doc? Królika Bugsa, I tawt I taw a putty cat Tweety’ego, Beep, beep Strusia Pędziwiatra, Thufferin' thuccotash Sylwestra, charakterystyczny śmiech Woody’ego Woodpeckera Hee, hee, heh, ho. Hee, hee, heh, ho czy jąkanie świnki Porky Th-th-th-th-That’s all f-f-f-folks.
Mel Blanc rozpoczynał karierę jako muzyk i radiowiec w 1927, występując w radiowym show The Hoot Owls w Portlandzie. Pierwszą postacią, którą „zagrał” dla wytwórni Warner Bros był pijany byk w filmiku Picador Porky z serii Looney Tunes w 1937. Legenda głosi, że aktor użyczający wówczas głosu Śwince Porky rzeczywiście się jąkał. Kilka miesięcy później Mel Blanc przejął rolę Porky’ego w kreskówce Porky’s Duck Hunt. W tym samym czasie stworzył Kaczora Duffy, a wkrótce poszedł za ciosem wymyślając głosy innych doskonale znanych bohaterów kreskówek takich, jak Speedy Gonzales, Pepe Le Pew (w polskiej wersji Pepe Le Swąd), Diabła Tasmańskiego, Kuraka Leghorna (czyli cwanego koguta), kota Heathcliffa czy Yosemite Sama. Poza tym użyczał głosu Barneyowi Rubble w The Pebbles and Bamm-Bamm Show. Jego ostatni udział w filmie animowanym to Kto wrobił Królika Rogera z 1988 (w którym podkładał głosy Daffy’ego, Tweety’ego, Bugsa i Sylwestra) oraz Daffy Duck & Quackbusters, gdzie użyczał głosu postaciom Looney Tunes w interludiach między kolejnymi krótkometrażówkami. Zmarł w 1989 na chorobę serca w Los Angeles.

## Grób

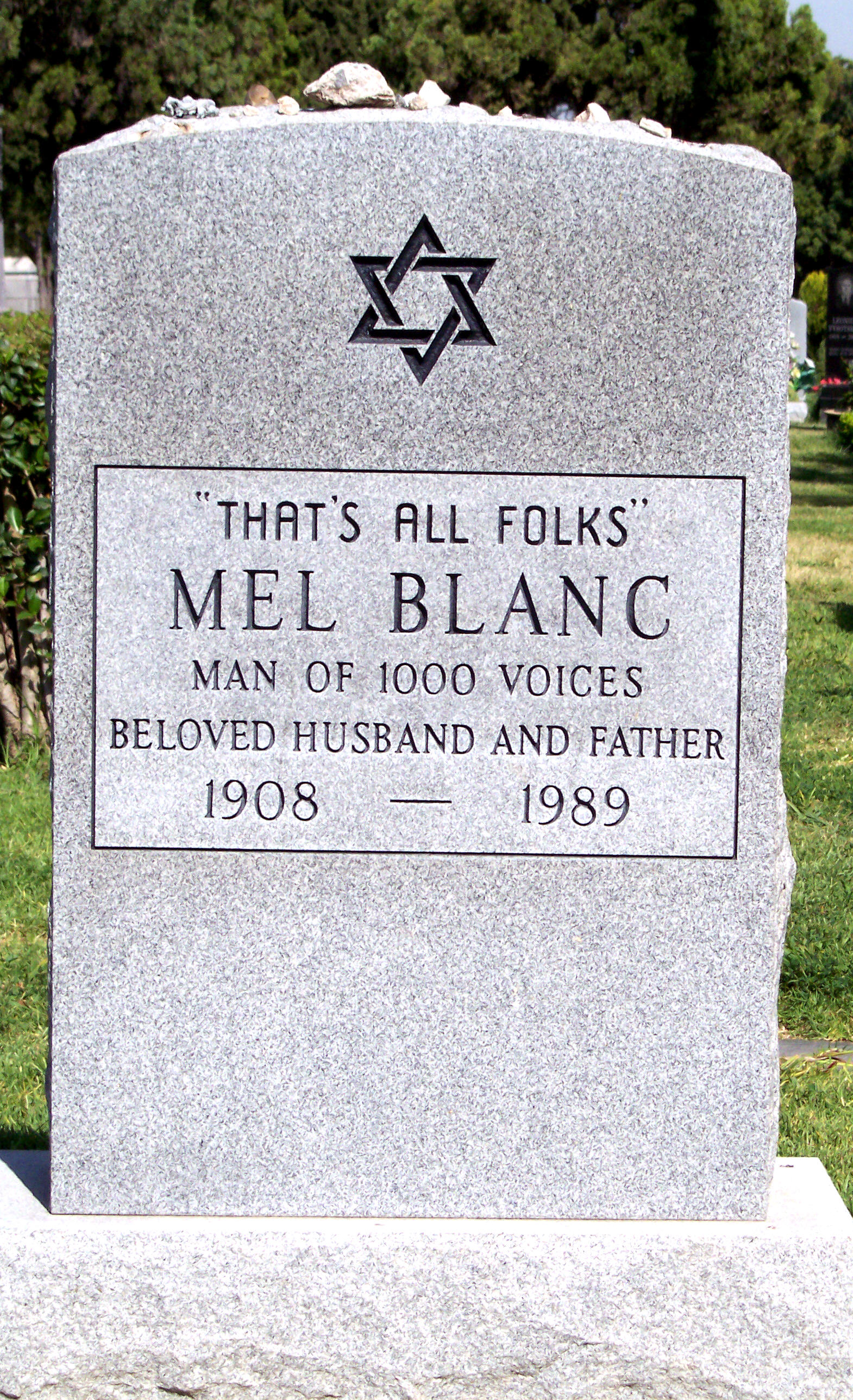
Grób Mela Blanca.

Jego macewa jest nietypowa: zawiera m.in. That’s all folks, co można przetłumaczyć: „To wszystko, ludziska”. Słowa te wypowiada dubbingowany przez Blanca Prosiak Porky, gdy kończy się wiele odcinków serii Zwariowane melodie.